# 杨汝翼
杨汝翼，直隸華亭縣（今屬上海市）人，明朝政治人物。

## 生平
天啓四年（1624年），杨汝翼中式甲子科應天鄉試舉人。崇祯年间任福建邵武府知府，由吴祎接任。